# Ryan Cooney
Ryan Cooney (sinh ngày 26 tháng 2 năm 2000) là một cầu thủ bóng đá người Anh thi đấu ở vị trí tiền vệ cho Bury.